# Restom Aravênio
Restom Aravênio (em armênio: Ռստոմ Առավենյան; romaniz.: Ṙstom Aravenean) foi nobre armênio (nacarar) do século IV.

## Vida
A parentela de Restom é incerta, exceto que pertencia à família Aravênio. De acordo com Moisés de Corene, quando o Reino da Armênia foi repartido pelo imperador Teodósio I (r. 378–395) e o xainxá Sapor III (r. 383–388) nos termos da Paz de Acilisena de 387, Restom decidiu permanecer junto de Cosroes IV (r. 385–389) na porção iraniana.